# Sudarat Keyuraphan
Sudarat Keyuraphan (tiếng Thái: สุดารัตน์ เกยุราพันธุ์, sinh 1 tháng 5 năm 1961), biệt danh Noei (หน่อย), là một chính trị gia người Thái Lan và cựu chủ tịch ủy ban chiến lược của Đảng Vì nước Thái. Bà giữ nhiều vị trí khác nhau trong nội các của Thaksin Shinawatra và Chuan Leekpai và phục vụ nhiều nhiệm kỳ với tư cách là nghị sĩ. Bà từng là ứng cử viên thủ tướng của đảng mình trong cuộc tổng tuyển cử Thái Lan năm 2019 và 2023. Hiện tại, bà là chủ tịch của Quỹ Thai Pueng Thai, đồng thời là người sáng lập và lãnh đạo Đảng Thai Sang Thai.